# David Kotrys
David Kotrys (* 3. června 1977) je bývalý český fotbalový obránce, naposledy hájící barvy polské Polonia Bytom.

## Kariéra
S fotbalem začínal v osmi letech v AZ Havířov, odkud se v roce 1987 přesunul do konkurenčního TJ Baník Havířov. V roce 1995 poprvé Havířov opustil a zamířil do KD Karviná, ovšem v zimě 1996 se vrátil do Baníku. Po konci další sezony, na podzim 1997 se do Karviné vrátil, tentokrát do FC Karviná. V zimě 1999 se přesunul do Vítkovic, ovšem v létě změnil dres znovu, když zamířil do Sigmy Olomouc. První půl rok toho za Olomouc nenahrál a tak odešel na půlroční hostování do LeRK Prostějov. V zimě 2002 odešel do Bohemians Praha, odkud létě přešel do Vysočiny Jihlava. Tady vydržel dvě sezony a přestoupil do Baníku Ostrava. Po půl roce však zamířil na své první zahraniční angažmá, do slovenského MFK Ružomberok, aby v létě 2006 jeho dres vyměnil za dres Dukly Banská Bystrica. V létě 2009 změnil dres naposledy, když přestoupil do polské Polonia Bytom. Tady v červenci 2010 ukončil hráčskou kariéru.

## Úspěchy
- FC Karviná
  - postup do 1. ligy (1997/98)
- SK Sigma Olomouc
  - 3. místo v Gambrinus lize (2000/01)
- FC Vysočina Jihlava
  - semifinále Poháru ČMFS (2003/04)